# 세성초등학교
세성초등학교는 충청북도 충주시에 있는 공립 초등학교이다.

## 학교 연혁
- 1936년 4월 1일: 살미공립보통학교 부설 세성간이학교 개교
- 1943년 4월 1일: 세성공립국민학교 승격
- 1993년 3월 1일: 향산분교장 통합
- 1994년 3월 1일: 살미분교장 통합
- 1999년 9월 1일: 공이분교장 통합

## 참고 자료
- 세성초등학교 - 한국교육학술정보원 학교알리미